# Кузнецова, Вера Андреевна
Вера Андреевна Кузнецо́ва (1907—1994) — советская актриса театра и кино. Заслуженная артистка РСФСР (1976).

## Биография
Родилась 6 октября 1907 года в Саратове в большой многодетной семье, в которой было шестеро детей. Её мать была домашней хозяйкой, занималась воспитанием детей. После её смерти в 1918 году все заботы о доме легли на плечи отца, который работал в театрах мастером-декоратором по найму. Среднее образование Вера Кузнецова получила в родном Саратове, в 1925 году окончив 10-ю единую трудовую школу. Будучи школьницей, увлеклась театром и, параллельно, с 1923 года стала заниматься в вечерней театральной студии.
После смерти отца в 1925 году Вера Кузнецова переехала к сестре в Ленинград. Училась в Ленинградской Рабочей театральной студии Пролеткульта. На сцене выступала с 1928 года.
19 ноября 1933 года, в доме бывшей Голландской церкви на Невском проспекте, Вера Кузнецова с группой двадцати актёров сыграла премьеру спектакля «Бешеные деньги» А. Н. Островского. Поставил этот спектакль ученик В. Э. Мейерхольда режиссёр Исаак Кролль. Этот театр получил название — Новый. После отъезда Мейерхольда в Москву театр возглавил С. Э. Радлов.
Так в 1933 году Вера Кузнецова стала в числе основателей Ленинградского Нового театра, на сцене которого и служила со дня открытия (с 1953 года — Ленинградский театр имени Ленсовета) и сыграла десятки разноплановых ролей, среди которых Поля («Мещане»), Анна («На дне»), Сандырева («Счастливый день»), Валя («Русские люди»), Данилова («Спутники»), Ефимчик («Юность отцов»), Надежда («Человек с ружьём»), Еремеевна («Недоросль»), Атуева («Дело») и другие. К Вере Кузнецовой с большим уважением относились режиссёры Борис Сушкевич и Николай Акимов, в 1940—1950-е годы возглавлявшие театр. Основными сценическими партнёрами Кузнецовой в театре Ленсовета были Николай Крюков, Борис Сушкевич, Георгий Жжёнов и Алексей Петренко. Её сценическая карьера длилась сорок пять лет.
Первая большая роль Кузнецовой в кино стала событием — в 1955 году она стала лауреатом в номинации «Лучший актёрский ансамбль» в фильме «Большая семья» на IX Каннском международном кинофестивале, сыграв Агафью Карповну, мать трудовой семьи Журбиных.
Однако после международного признания советские режиссёры не начали активно предлагать роли актрисе; ей пришлось довольствоваться небольшими ролями и эпизодами в картинах.
Амплуа актрисы в кино — мать, бабушка.
В 1933—1973 годах — в труппе театра имени Ленсовета.
В 1973—1994 годах Кузнецова работала штатной актрисой киностудии «Ленфильм».
Похоронена на Большеохтинском кладбище, рядом с мужем и младшим сыном Юрием Анатольевичем Кузнецовым (1945—1984).

### Семья
В Ленинграде Вера Андреевна познакомилась с актёром Анатолием Ивановичем Кузнецовым (1905—1954), за которого в 1927 году вышла замуж и прожила с ним вплоть до его кончины в 1954 году.
У супругов родилось двое сыновей — Всеволод и Юрий. Всеволод Кузнецов (1928—2003) был актёром, в течение 47 лет служил в Ленинградском Большом драматическом театре и много снимался в кино.

## Признание и награды
- 1955 — лауреат в номинации «Лучший актёрский ансамбль» в фильме «Большая семья» на X Международном кинофестивале в Каннах.
- 1960 — диплом ВКФ в Минске за фильм «Отчий дом».
- 1965 — специальный приз за главную роль в фильме «Жили-были старик со старухой» на XVIII Международном кинофестивале в Каннах.
- 1976 — звание заслуженная артистка РСФСР.

## Фильмография
- 1950 — Щедрое лето — Екатерина Матвеевна
- 1954 — Большая семья — Агафья Карповна Журбина
- 1955 — Дело Румянцева — тётя Таня, соседка Румянцева
- 1956 — Дорога правды — Мария Андреевна, мать Соболевой
- 1958 — Евгений Онегин — крепостная (нет в титрах)
- 1959 — Ссора в Лукашах — Трофимова, мать Лизы
- 1959 — Отчий дом — Наталья Авдеевна Буянова, родная мать Тани
- 1960 — Люблю тебя, жизнь — Ксения Григорьевна Корнеева, мать Тимофея, учительница
- 1960 — Кроткая — Лукерья
- 1962 — Половодье — Анна Гавриловна Пронина
- 1963 — Всё остаётся людям — Анна Павловна Вязьмина, мать Алёши
- 1964 — Жили-были старик со старухой — Наталья Максимовна Гусакова
- 1966 — Зимнее утро — тётя Таня
- 1969 — Эти невинные забавы — старушка, обладательница антикварной нэцке (нет в титрах)
- 1969 — Только три ночи — мать Любы
- 1970 — Взрывники — мать Сергея
- 1970 — В Москве проездом… — Клавдия Ивановна Емельянова, бабушка Лены
- 1970 — Африканыч — мать Нюши
- 1971 — Месяц август — Анна Матвеевна
- 1971 — Даурия — Авдотья Улыбина
- 1972 — Юлька — бабушка Юльки
- 1972 — Ура! У нас каникулы! — бабушка Валеры
- 1972 — Укрощение огня — мать Башкирцева
- 1972 — Такая длинная, длинная дорога… — старушка в поезде
- 1972 — Нам некогда ждать — мать Хохлова
- 1972 — Меченый атом — работница почты
- 1972 — Ижорский батальон — тётя Даша
- 1973 — Вечный зов — Глафира Дементьевна, нянечка в госпитале, ухаживала за Кирьяном (14, 16, 17 серии)
- 1973 — Старые стены — мама Анны
- 1973 — Райские яблочки
- 1973 — Мачеха — Екатерина Алексеевна, учительница Шуры
- 1973 — Кортик — Мария Гавриловна Терентьева
- 1974 — Фронт без флангов — бабушка Миши (в титрах — Валентина Кузнецова)
- 1974 — Рассказы о Кешке и его друзьях — бабушка Анечки
- 1974 — Время её сыновей — Гуляева, мать
- 1974 — Сержант милиции — Татьяна Григорьевна Курушина
- 1975 — Раба любви — Любовь Андреевна, мать Ольги Вознесенской
- 1975 — Память — баба Поля
- 1976 — Туфли с золотыми пряжками — царская нянька
- 1976 — Два капитана — Нина Капитоновна
- 1977 — Трясина — Корнакова
- 1977 — Родные — Прасковья Ивановна Тарасова
- 1978 — Море — Степанова
- 1978 — По улицам комод водили (новелла «Комод») — пассажирка, защищающая гражданина с комодом
- 1979 — Путешествие в другой город — Елена Францевна, бабушка на скамейке у парадной, где живёт Лина
- 1979 — Пена — мама Махонина
- 1979 — Пани Мария — Раиса Яценко
- 1980 — Каждый третий — Дроздова
- 1980 — Жизнь моя — армия — Серафима Петровна
- 1982 — Если враг не сдаётся… — Устя Айда
- 1983 — Тревожный вылет — Екатерина Павловна, тёща Курлихина
- 1984 — Похищение — Анна Васильевна
- 1984 — Полоса препятствий — Ольга Ивановна
- 1984 — Иванко и царь Поганин — Маричка, мать Иванко
- 1987 — Сказка про влюблённого маляра — придворная дама
- 1987 — Даниил — князь Галицкий — княгиня Анна Галицкая, мать Даниила
- 1989 — Европа танцевала вальс — княжна Вырубова
- 1990 — Овраги — Парамоновна (озвучила Мария Виноградова)
- 1991 — Хмель — Секлетина Карповна

### Телеспектакли
- 1967 — Доктор Солт уезжает (телеспектакль) — Даффи
- 1968 — Перед бурей (телеспектакль) — нянька
- 1969 — Господа Головлёвы (телеспектакль) — Улита

### Озвучивание
- 1975 — Дневник директора школы — Ксения Николаевна (роль Татьяны Горловой; нет в титрах)